# 沼落悪水路
沼落悪水路（ぬまおとしあくすいろ）は、埼玉県久喜市菖蒲区域を流れる河川である。三間堀（さんけんぼり）とも称されている。

## 概要
かつて流域周辺に存在していた掘り上げ田（小林沼）からの悪水（排水）を集め流下していた農業排水路である。そのため、沼からの排水路という意味合いの「沼落悪水路」という名称がついた。現在では流域周辺の水田は圃場整備事業を経て通常の水田となっている。今日においても沼落悪水路は農業排水路として用いられている。また、沼落悪水路の北側に並行し附廻堀悪水路が流下し、南側を並行し野通川が流下している。ほぼ直線的な流路を持ち、全流域において水田などの農地の中を流下する。また、流末は野通川へと至り終点となる。流路の詳細に関しては下記の流路節を参照されたい。

## 流路
- 久喜市菖蒲町小林の北西部（かつての小林沼（小林後沼）の北西端付近）より菖蒲町小林字新徳田を南東へ流下する。
- 菖蒲町小林字沼頭・字殿田・字後沼・字東浦をほぼ直線的に南東へ流下する。菖蒲町小林字後沼付近にて小林沼の北側至近を流下する。
- 埼玉県道12号川越栗橋線（三間堀橋）を横断後、菖蒲町小林字八束付近にて南へと流路を変える。
- 菖蒲町小林字東浦より流下してくる水路（野通川の北側を並行して流下する水路）と合流後、小林排水機場を通過する。
- 小林排水機場を通過後、約200mほど南へと流下し、菖蒲町小林字八束の南部にて北西方より流下してくる野通川へと至り、合流・終点となる。
- 終点：野通川

## 橋梁

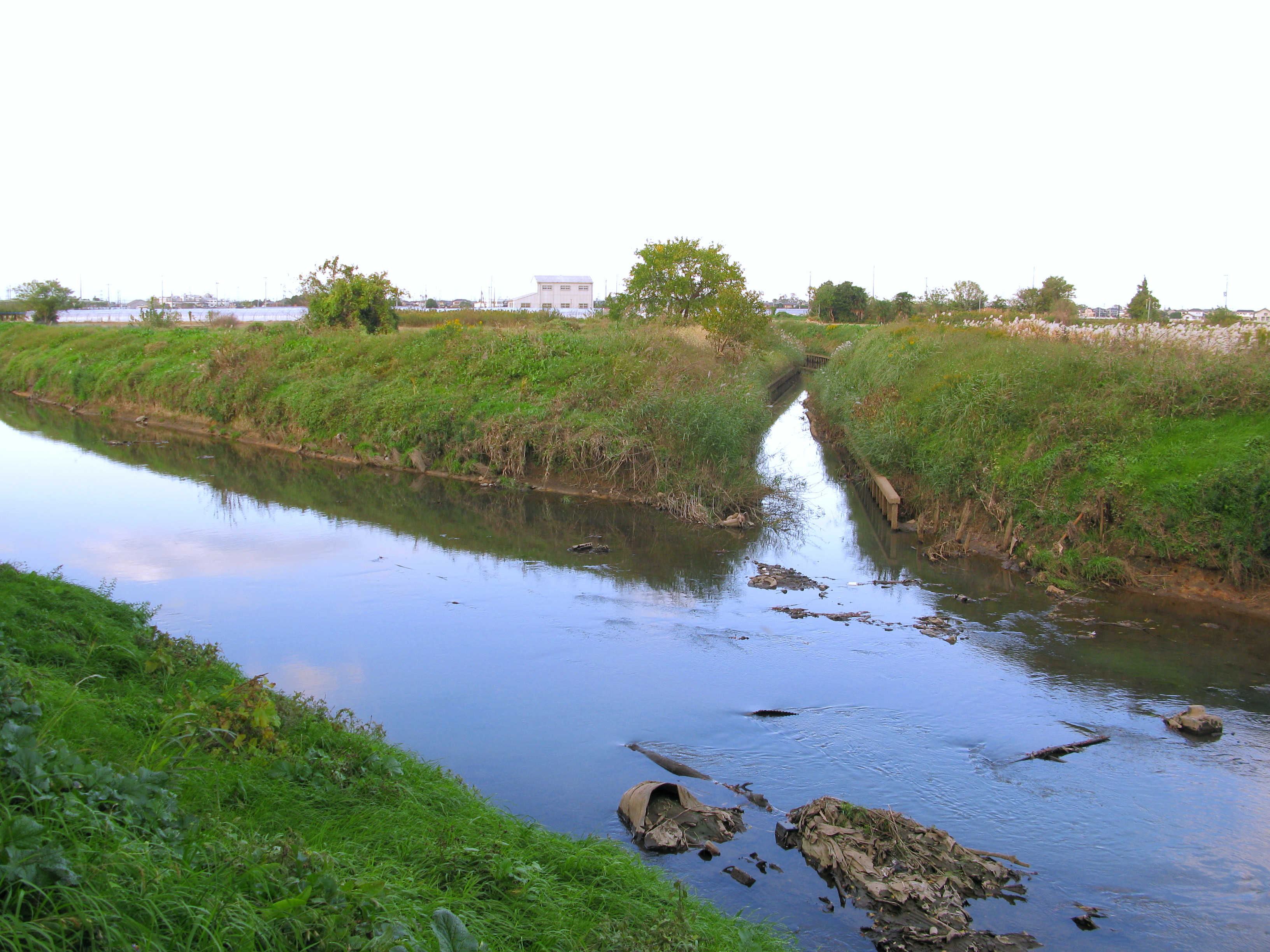
野通川と沼落悪水路の合流点

- （南北埼広域農道）
- 堂浦橋
- 後沼橋
- 三間堀橋（埼玉県道12号川越栗橋線）
- 沼口橋

## 周辺の施設
- 小林沼
- 小林排水機場
- 附廻堀悪水路